# 高鈞賢
高鈞賢（英語：Matthew Ko Kwan Yin，1984年5月20日—），香港男演員，出生於香港，籍貫廣東潮汕，曾為無綫電視基本藝人合約及前邵氏兄弟男藝員。

## 簡歷

### 早年生活
高鈞賢曾就讀拔萃小學，10歲時隨家人移民到加拿大多倫多，在當地完成小學至中學課程，後入讀約克大學工商理系，主修市場學。2003年參加Toronto Sunshine Boyz選舉奪得冠軍，2004年回香港任職模特兒，於2005年的香港先生選舉奪取冠軍，繼而簽約TVB成為旗下經理人合約藝人。
高鈞賢喜愛彈鋼琴，亦喜愛打籃球、玩冰上曲棍球、滑雪等，他兒時的志願是當上教師或演員。

### 离开无綫
高鈞賢于2014年9月約满离职TVB，並不再續約，结束9年的宾主关系。此後他前往中国内地發展，为盛世强音公司经理人合约艺员。首部内地新剧為《山海经之赤影传说》，飾演孫巨一角。2015年8月，與友人合資過百萬港元進軍飲食業，在長沙灣開設居酒屋，主打串燒及和牛，高鈞賢在舖內由清潔、入貨、入廚以至門面執枱工作均親力親為，體驗打工感受，實行「自己未來，自己選」。

### 重返無綫
高鈞賢於2020年9月回巢無綫，並分別在無綫電視和邵氏兄弟簽訂合約，2023年約滿邵氏兄弟。

## 演出作品

### 電視劇（無綫電視）
| 首播   | 劇名             | 角色                    | 性质                            |
| 2006年 | 肥田囍事         | 蔣文俊（Matthew）       | 男配角                          |
| 2007年 | 寫意人生         | Jason                   | 客串（第2集）                   |
| 2007年 | 學警出更         | 路仁澤                  | 客串（第18-20集）               |
| 2007年 | 舞動全城         | 米迪生（Dickson）       | 男配角                          |
| 2007年 | 通天幹探         | 黎志賢（賢仔）          | 男配角                          |
| 2008年 | 法證先鋒II       | 莫正康（Wilson）        | 男配角                          |
| 2008年 | 甜言蜜語         | 鐘英雄（Wilson）        | 男配角                          |
| 2009年 | 幕後大老爺       | 沈君博                  | 第二男主角（反派角色）          |
| 2009年 | 烈火雄心3        | 陳樂生（Billy）         | 男配角                          |
| 2010年 | 情人眼裏高一D    | 高鈞賢                  | 客串                            |
| 2010年 | 搜下留情         | 鍾日朗                  | 男配角                          |
| 2010年 | 蒲松齡           | 徐仲文                  | 男配角                          |
| 2010年 | 女人最痛         | 木村隆                  | 客串                            |
| 2010年 | 摘星之旅         | 麗霞男友                | 客串                            |
| 2010年 | 公主嫁到         | 孔志恭（二駙馬）        | 男配角                          |
| 2010年 | 讀心神探         | 張志傑（Kelvin）        | 男配角                          |
| 2010年 | 誘情轉駁         | Stanley                 | 闲角                            |
| 2011年 | 依家有喜         | Dickson                 | 闲角                            |
| 2011年 | Only You 只有您  | Eric                    | 闲角                            |
| 2011年 | 女拳             | 李 帆                   | 客串（第9-12集）（反派角色）    |
| 2011年 | 真相             | 丁志琮                  | 男配角                          |
| 2011年 | 紫禁驚雷         | 倪 俊                   | 男配角                          |
| 2011年 | 潛行狙擊         | 湯永豪（Tomson）        | 单元角色（第26-29集）           |
| 2011年 | 荃加福祿壽探案   | 鄔 東                   | 单元角色（第4-6集）（反派角色） |
| 2011年 | 法證先鋒III      | 曾子華（Bowie）         | 单元角色（第18-20集）           |
| 2012年 | 當旺爸爸         | 許先生                  | 客串（第1集）                   |
| 2012年 | 盛世仁傑         | 狄光遠                  | 男配角                          |
| 2012年 | 耀舞長安         | 李治（三太子）          | 男配角                          |
| 2012年 | 愛·回家 (第一輯) | Philip                  | 男配角                          |
| 2012年 | 回到三國         | 楊子謙                  | 客串（第6集）                   |
| 2012年 | 造王者           | 樊照麟（青年）          | 客串                            |
| 2013年 | 初五啟市錄       | 歐陽育德                | 男配角                          |
| 2013年 | 女警愛作戰       | 王子傳（王子、PC仔）    | 第二男主角                      |
| 2013年 | 仁心解碼II       | 方世均                  | 单元角色（第2-6集）（反派角色） |
| 2013年 | 師父·明白了      | 崔俊希                  | 客串                            |
| 2014年 | 食為奴           | 愛新覺羅·胤䄉（十阿哥） | 男配角                          |
| 2014年 | 寒山潛龍         | 朱玉樓                  | 客串                            |
| 2014年 | 再戰明天         | 周永剛（Fred）          | 男配角                          |
| 2014年 | 飛虎II           | 高智昊                  | 男配角                          |
| 2022年 | 白色強人II       | 關卓軒（Ryan）          | 客串（第19-20集）               |
| 2022年 | 法證先鋒V        | 張世熙                  | 男配角（反派角色）              |
| 2023年 | 一舞傾城         | 王俊駒                  | 男配角                          |
| 2023年 | 新聞女王         | 邵俊樂                  | 男配角                          |
| 2024年 | 逆天奇案2        | 喬天祖 (Daniel)         | 男配角                          |
| 2025年 | 刑偵12           | 張滿光                  |                                 |

### 電視劇（邵氏兄弟）
| 首播   | 劇名           | 角色           | 性质               |
| 2022年 | 飛虎之壯志英雄 | 程頌昕（年輕） | 客串               |
| 2023年 | 廉政狙擊       | 卓日昇         | 男配角（反派角色） |

### 電視劇（中國大陸）
| 首播   | 劇名                             | 角色     | 性质                |
| 2015年 | 愛的婦產科2                      | 張武     |                     |
| 2015年 | 鬧的就是你之我的美女房東(網絡劇) | 偉岩     |                     |
| 2016年 | 山海經之赤影傳說                 | 孫巨     |                     |
| 2017年 | 戰狼.戰狼                        | 羅也君   |                     |
| 2020年 | 灣區兒女                         | 歐陽小江 |                     |
| 2022年 | 黑金風暴                         | 徐烈剛   | 特別出演（第1-3集） |
| 待上映 | 包青天                           | 包拯     |                     |
| 待上映 | 京港爱情故事                     |          |                     |

### 節目主持（無綫電視）
- 2005年：《當香港小姐遇上香港先生時》（與葉翠翠合作)
- 2005年：《神山》（11月-12月）（其他主持：司徒瑞祈、陳鍵鋒、陳松伶、李施嬅、胡定欣）
- 2005年：《更上一層樓》（2005年11月-2006年1月）（同期主持：郭可盈、朱凱婷、林莉）
- 2006年：《DaDaDeDe識多D》（2月）（其他主持：司徒瑞祈、何婷恩、DaDa、DeDe）
- 2006年：《放榜前的一個晚上》（8月）（無綫收費電視娛樂新聞台活動）
- 無綫收費電視娛樂新聞台嘉賓主播

### 其他（無綫電視）
- 《新春招牌菜》第2集（嘉賓）
- 《智激校園》第80-82集(嘉賓)
- 《千奇百趣香港地》第20-21集（嘉賓）

### 歌曲
- 《龍王傳說 （页面存档备份，存于）》（動畫《龍王傳說》香港區主題曲，鄭櫻綸填詞，收錄於2006年9月發行的雜錦專輯【EEG TVB 兒歌大放送】）
- 《幕后人》（与马国明主唱－幕后大老爷之主题曲）
- 《醜小鴨》（2006年第18屆CASH流行曲創作大賽參賽歌曲.曲、詞:劉智勇）

### 電影
- 2005年：《千杯不醉》飾 酒吧侍應
- 2009年：《Laughing Gor之變節》飾 探員
- 2011年︰《Laughing Gor之潛罪犯》飾 朗Sir
- 2023年︰《包青天書院詭事》(網絡電影)飾 包青天
- 待上映:《瓶子里的星星》(2014年拍攝)

### MV
- 鄧穎芝 - 紀念
- 王菀之 - 雷電
- 梁靖琪 - 賤人
- 周麗淇  - 迎接失戀
- 郭芯其 - 學會飛
- Krusty - 戀物狂
- 何韻詩 - 木紋
- 何韻詩 - 韻律泳
- 徐子珊 - 讀心術

### 綜藝節目
- 2015、2016、2023年湖南卫视《全员加速中》飾演 毕方
- 2016年江苏卫视《看見你的聲音》

## 獎項

### 無綫電視
- 2005年：香港先生選舉總冠軍
- 2005年：香港先生選舉瀟灑組冠軍
- 2006年：《兒歌金曲頒獎典禮2006》十大兒歌金曲 - 龍王傳說

### 多倫多加拿大中文電台
- 2003年：《The Sunshine Boys Competition》冠軍

## 外部連結
- 高鈞賢的Instagram帳戶
- 高鈞賢的新浪微博
- 高鈞賢的小紅書帳戶
- 高鈞賢個人 Yahoo blog （页面存档备份，存于）
- 高鈞賢 TVB blog
- 高鈞賢在香港影庫上的簡介